# Luigi Vettori
Luigi Angelo Vettori (Santa Lucia di Piave, 31 luglio 1913 – Monastir, 10 marzo 1941) è stato un pittore italiano.
Nonostante la sua breve vita, con il suo stile personale caratterizzato da colori luminosi e da pennellate fluide, ha lasciato un'impronta nella pittura del Novecento.

## Biografia
Primogenito di Francesco e di Maria Zardetto, trascorse l'infanzia nel comune di nascita. A dieci anni si trasferì con la famiglia a Pordenone dove completò le scuole inferiori superando gli esami della classe ottava (l'attuale terza media). Avendo dimostrato di avere un talento naturale per il disegno, fu iscritto alla Scuola Veneta d'Arte Applicata a Venezia. All'epoca della sua frequenza alla Scuola risalgono i primi dipinti.
Suo maestro di pittura fu Bruno Saetti, che cercò di suscitare in lui un interesse nelle opere dei maggiori artisti contemporanei: Carrà, Cézanne, de Pisis, ma soprattutto Modigliani, di cui ebbe modo di studiare le opere viste nella retrospettiva organizzata dalla Biennale di Venezia nel 1930. Al 1930 risale anche la sua prima partecipazione  a una esposizione (Treviso, Mostra d'Arte Universitaria delle Venezie).
Conseguita la maturità nel 1932, Vettori si iscrisse all'Accademia, dove ebbe modo di stringere amicizia con Armando Pizzinato, altro giovane artista pordenonese. Nell'Accademia ebbe come maestro Virgilio Guidi, chiamato a Venezia nel 1927 per sostituire Ettore Tito nell'insegnamento di Pittura. Portando una carica di modernità in antitesi con la tradizione sentimentale e tardo-ottocentesca ancora imperante nell'ambiente artistico lagunare, Guidi seppe stimolare negli studenti, anche attraverso le visite agli affreschi di Giotto e del Mantegna a Padova, un interesse che fu proficuo per Vettori che alla terza Mostra Veneta Universitaria (Venezia, 1933) presentò ben quattro dipinti, uno dei quali fu acquistato dal GUF di Venezia.
Nel 1933 arrivò la "chiamata alle armi" della sua classe e Vettori si presentò al Distretto Militare di Sacile per la visita di leva. Qui maturò la decisione di intraprendere la carriera militare e si iscrisse come allievo ufficiale alla scuola di Spoleto, interrompendo la frequenza dell'Accademia. La pausa durò per più di un anno, fino alla II Mostra d'Arte della Sezione di Udine del Sindacato Fascista Belle Arti (Udine, 1934), dove Vettori partecipò con tre lavori: un paesaggio e due ritratti, che suscitarono un certo interesse nella stampa dell'epoca soprattutto per le evidenti influenze di Modigliani. Altrettanto interesse gli fu riservato nella partecipazione alla seconda Quadriennale di Roma (Roma, 1935) con un Ritratto di donna che venne venduto il giorno stesso dell’inaugurazione.
Intanto anche la carriera militare proseguiva e Vettori, assegnato al 1º Reggimento Fanteria di stanza a Sacile, poté continuare a dipingere e a proseguire gli studi all'Accademia, vista la vicinanza a casa e a Venezia. I dipinti di Vettori continuarono a partecipare a esposizioni nella sua regione anche in sua assenza (Vettori si trovava ormai in Etiopia, nella Regione degli Amara, in qualità di sottotenente di Fanteria, ma prima della partenza aveva verosimilmente seguito tutte le procedure per la partecipazione). Non si conoscono suoi lavori eseguiti durante la sua permanenza in Africa, tuttavia i documenti conservati testimoniano il suo impegno nelle mansioni affidategli come militare e il suo interesse per il mezzo fotografico, da cui rimase affascinato con la curiosità di un esploratore piuttosto che con lo sguardo di un ufficiale impegnato in una guerra di conquista.
A prova del suo entusiasmo verso la vita militare, nel 1938 Vettori presentò domanda per prolungare la sua presenza in Etiopia, ma il periodo coloniale si avviava verso la conclusione: gli fu così concessa la licenza ordinaria coloniale di 145 giorni e la promozione a tenente. Per confermare la sua fedeltà al giuramento, Vettori chiese di rinunciare alla licenza per rimanere con il suo battaglione, ma la domanda venne respinta e il 18 novembre fu rimpatriato con il piroscafo Urania, sbarcando a Napoli il 25 e arrivando il giorno successivo a Pordenone. Smessa la divisa, Vettori riprese i contatti con l'Accademia di Venezia e, grazie al servizio prestato nell'Esercito, ebbe accesso direttamente al quarto e ultimo anno di Pittura e, nello stesso tempo, ottenne l'abilitazione all'insegnamento nelle scuole medie assicurandosi un lavoro che avrebbe potuto sostenere le sue aspirazioni artistiche. Nel giugno 1939 ottenne il diploma con il massimo dei voti (110/110) presentando una tesi di Storia dell'Arte sul suo concittadino Giovanni Antonio de' Sacchis e recuperando il tempo che la carriera militare aveva sottratto agli studi.
Mentre si accingeva a inviare dipinti alle mostre di Roma e di Udine, il 12 settembre 1939 arrivò inaspettato il richiamo alle armi. Al suo reggimento fu ordinato di raggiungere le operazioni di guerra sul fronte greco-albanese: partito dal porto di Bari il 13 febbraio 1941, arrivò a Durazzo due giorni dopo, per partecipare successivamente nella località di Monastir (oggi Bitola) al grande attacco guidato dallo stesso Mussolini che si era dichiarato insoddisfatto della gestione del conflitto da parte dei suoi generali. La decisione del Duce provocò il massacro di undicimila soldati, tra questi anche il giovane Vettori colpito alla testa da schegge di mortaio a quota 717 metri.
Nell’ambito dell’Opera Bevilacqua La Masa di Venezia, nel dicembre 1941 i suoi colleghi dell'Accademia organizzarono una retrospettiva in sua memoria, introdotta da uno scritto critico-commemorativo di Gastone Breddo. Nel 1963 un gruppo di appassionati realizzò una mostra presso l’aula magna del Centro studi di Pordenone. Nel 1975, nel Museo civico d’arte della città, è stata allestita la mostra di tutte le opere (dipinti a olio,  disegni e alcune incisioni) che la famiglia del pittore volle donare al Comune di Pordenone. Presso la Galleria d'Arte Moderna e Contemporanea «Arnaldo Pizzinato», che aveva sede nella Villa Galvani, fu organizzata la mostra più recente, che ebbe luogo dal novembre 2014 al marzo 2015. Uno dei suoi dipinti più impegnativi, Si fondano le città (1938-39, olio su tela, cm 178 x 248), è stato esposto nel 2024 al MART di Rovereto nell'ambito della mostra Arte e Fascismo.